# Frontförkortning
Frontförkortning är en militär taktik som avser att minska kontaktytorna mot fienden. Genom frontförkortning kan de egna trupperna koncentreras.
Under första världskriget, vid slaget om Messines 1917, hade de tyska styrkorna dragit sig tillbaka till Siegfriedlinjen. I och med denna frontförkortning kunde tyskarna koncentrera sina krympande styrkor.